# Linea Saikyō
Linea Saikyō (埼京線?, Saikyō-sen,  un'abbreviazione di "Linea Saitama-Tōkyō") è una linea ferroviaria che collega la stazione di Ōsaki, a Tōkyō, con la stazione di Ōmiya, a Saitama, gestita dalla East Japan Railway Company.
Al termine nord della linea, alcuni treni proseguono verso la stazione di Kawagoe, mentre dal capolinea sud di Ōsaki alcuni treni continuano fino a Shin-Kiba sulla linea Rinkai, gestita dalla Tokyo Waterfront Area Rapid Transit.

## Storia

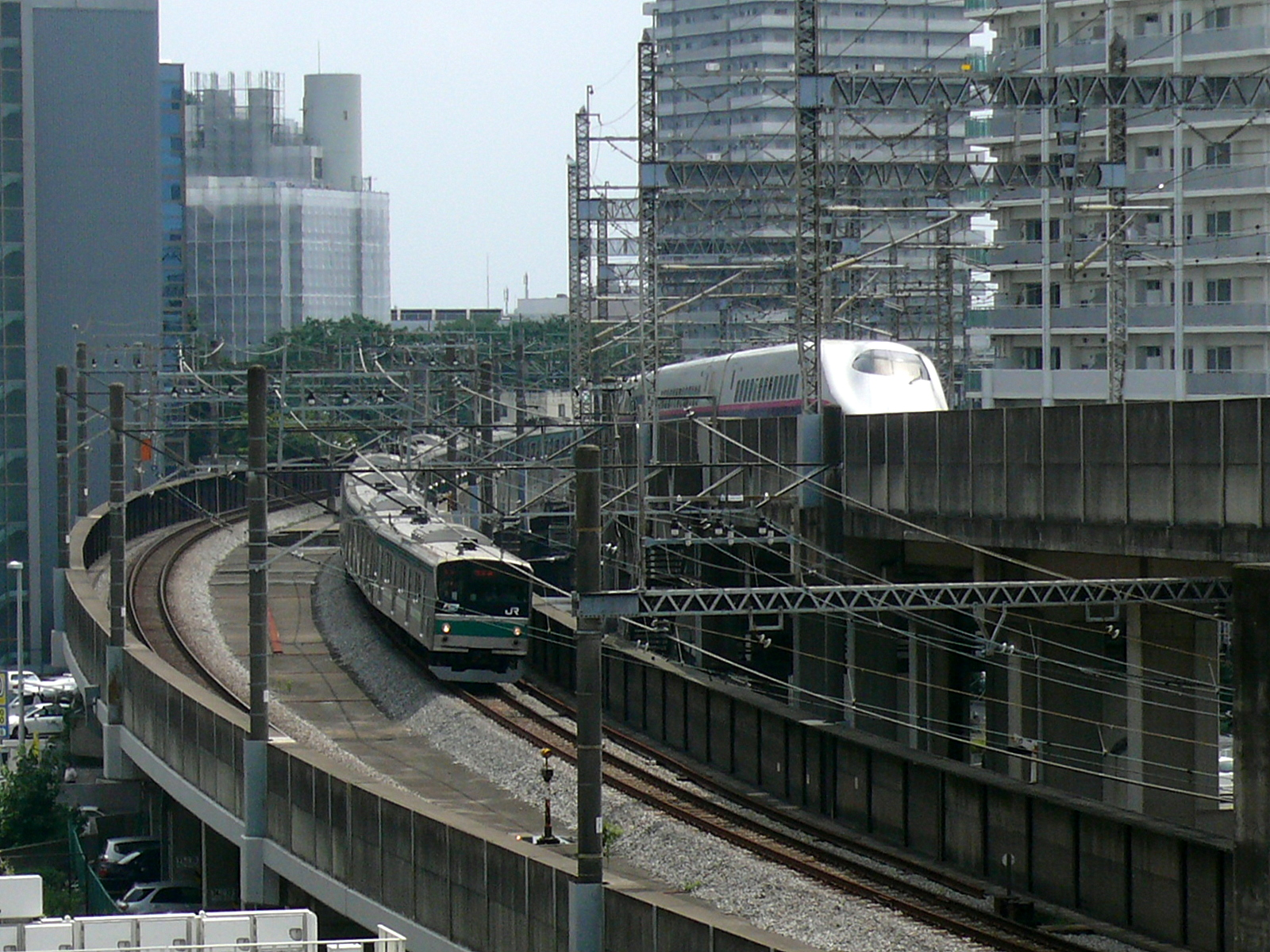
La linea Saikyō (a sinistra) e la Tōhoku Shinkansen (a destra).

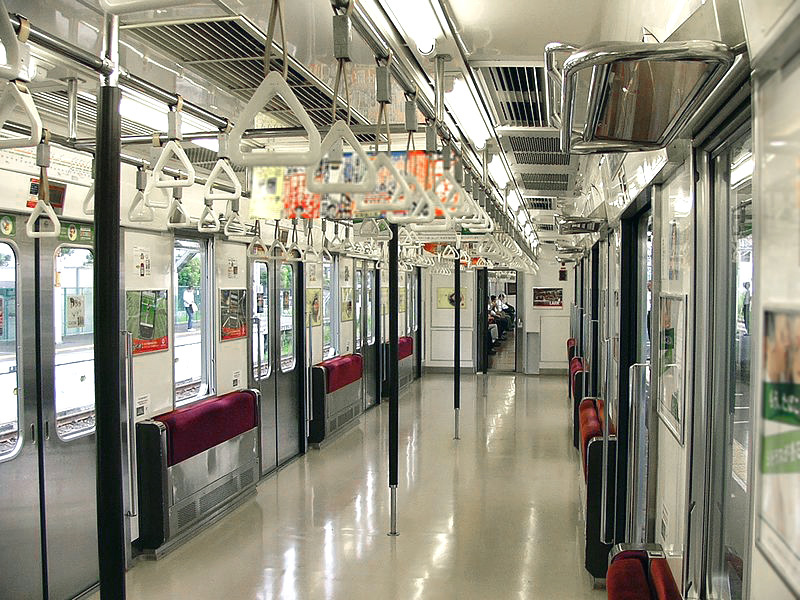
Interno dei treni con i sedili richiusi per l'ora di punta

Prima della linea Saikyō furono effettuati diversi tentativi per migliorare il trasporto pubblico fra la metropoli di Tōkyō e la città di Saitama. Una delle prime fu la Ferrovia elettrica Tokyo-Ōmiya (東京大宮電気鉄道?, Tōkyō-Ōmiya Denki Tetsudō), fondata nel 1928 ma caduta in bancarotta a causa dell'aumento del costo dei terreni lungo il percorso. Nel 1968 l'ufficio per il trasporto metropolitano di Tōkyō propose di portare la nuova Linea Mita fino al centro di Saitama.
Lo sviluppo della linea Saikyō fu portato avanti dalle Ferrovie Nazionali Giapponesi assieme a quello del Tōhoku Shinkansen e del Jōetsu Shinkansen. Tuttavia, a metà anni settanta, diversi attivisti protestarono vivacemente contro la realizzazione delle nuove linee ad alta velocità. Le ferrovie quindi proposero a questi di realizzare, in cambio dello shinkansen, anche una linea per le comunità locali.
La nuova linea, inizialmente chiamata "Nuova linea pendolari" (通勤新線?, Tsūkin Shinsen), fu costruita fra Ōmiya e Akabane. Il 30 settembre 1985 furono inaugurati i collegamenti diretti via la linea Akabane gino a Ikebukuro. La linea inizialmente tuttavia soffrì dell'alta richiesta a fronte di un sistema di controllo che non era in grado di garantire una frequenza adeguata, ma questi problemi nel giro di alcuni mesi vennero risolti.
Alla costruzione della linea, tutte le stazioni erano state realizzate in serie, e questo portò alle lamentele di alcuni passeggeri che le consideravano anonime e poco distinguibili. Per questo le ferrovie nazionali decisero di assegnare dei colori particolari alle stazioni fra Kita-Akabane e Kita-Yono.
Nel marzo 1986 la linea iniziò il servizio fino a Shinjuku attraverso la linea merci Yamanote, mentre nel 1996 fu prolungata a Shibuya ed Ebisu. Infine, il completamento fino a Ōsaki e l'estensione sulla linea Rinkai risalgono al 2001.
La linea Saikyō in passato soffrì di grandi problemi di sovraffollamento, specialmente durante le mattine dei giorni feriali, oggi risolti con l'apertura della linea Shōnan-Shinjuku e della Tokyo Metro Linea Fukutoshin, entrambe parallele alla linea. A causa di questi episodi i convogli spesso arrivavano in ritardo, a causa dei maggiori tempi richiesti dai passeggeri per salire e scendere dalle vetture. Erano inoltre frequenti sgradevoli comportamenti nei confronti di donne, che portarono all'introduzione di carrozze dedicate solo al sesso femminile.

## Percorso e stazioni
La linea fra Ōsaki e Ikebukuro corre parallela alla linea Yamanote, e questa sezione era inizialmente chiamata come "linea merci Yamanote". La porzione fra Ikebukuro e Akabane è chiamata "linea Akabane".

### Servizi
Sulla linea ci sono tre tipi di servizi:
- Locale (普通?, futsū) ("L")
- Rapido (快速?, kaisoku) ("R") ferma solo a Toda-Kōen, Musashi-Urawa e Yonohommachi fra Akabane e Ōmiya
- Rapido pendolari (通勤快速?, tsūkin kaisoku) ("Rp") ferma solo a Musashi-Urawa fra Akabane e Ōmiya

### Stazioni
| Nome linea              | Colore                                                                             | Stazione      | Giapponese | Distanza (km) | Distanza (km)    | Distanza (km) | Rapido | Rapido Pendol. | Collegamenti | Posizione | Posizione |
| Nome linea              | Colore                                                                             | Stazione      | Giapponese | Interstazione | Totale           | Totale        | Rapido | Rapido Pendol. | Collegamenti | Posizione | Posizione |
| ----------------------- | ---------------------------------------------------------------------------------- | ------------- | ---------- | ------------- | ---------------- | ------------- | ------ | -------------- | --- | --------- | --------- |
|                         | Alcuni treni proseguono fino alla stazione di Shin-Kiba attraverso la linea Rinkai |               |            |               |                  |               |        |                | |           |           |
| Linea Yamanote          |                                                                                    | Ōsaki         | 大崎       | -             | da Shinagawa 2.0 | da Ōsaki 0.0  | ●      | ●              | ■ Linea Shōnan-Shinjuku ■ Linea Yamanote ■ Linea Rinkai (servizio diretto) | Shinagawa | Tokyo     |
| Linea Yamanote          |                                                                                    | Ebisu         | 恵比寿     | 3.6           | 5.6              | 3.6           | ●      | ●              | ■ Linea Shōnan-Shinjuku ■ Linea Yamanote Linea Hibiya | Shibuya   | Tokyo     |
| Linea Yamanote          |                                                                                    | Shibuya       | 渋谷       | 1.6           | 7.2              | 5.2           | ●      | ●              | ■ Linea Shōnan-Shinjuku ■ Linea Yamanote ■ Linea Keiō Inokashira ■ Linea Tōkyū Den-en-toshi ■ Linea Tōkyū Tōyoko Linea Ginza Linea Hanzōmon Linea Fukutoshin | Shibuya   | Tokyo     |
| Linea Yamanote          |                                                                                    | Shinjuku      | 新宿       | 3.4           | 10.6             | 8.6           | ●      | ●              | ■ Linea Chūō ■ Linea Chūō-Sōbu ■ Linea Yamanote ■ Linea Shōnan-Shinjuku ■ Linea Keiō ■ Nuova linea Keiō ■ Linea Odakyū Odawara ■ Linea Seibu Shinjuku (Stazione di Seibu-Shinjuku) Linea Marunouchi Linea Shinjuku Linea Ōedo (Stazione di Shinjuku-Nishiguchi)   | Shibuya   | Tokyo     |
| Linea Yamanote          | Shinjuku                                                                           | Shinjuku      | 新宿       | 3.4           | 10.6             | 8.6           | ●      | ●              | ■ Linea Chūō ■ Linea Chūō-Sōbu ■ Linea Yamanote ■ Linea Shōnan-Shinjuku ■ Linea Keiō ■ Nuova linea Keiō ■ Linea Odakyū Odawara ■ Linea Seibu Shinjuku (Stazione di Seibu-Shinjuku) Linea Marunouchi Linea Shinjuku Linea Ōedo (Stazione di Shinjuku-Nishiguchi)   |           | Tokyo     |
| Linea Yamanote          |                                                                                    | Ikebukuro     | 池袋       | 4.8           | 15.4             | 13.4          | ●      | ●              | ■ Linea Shōnan-Shinjuku ■ Linea Yamanote ■ Linea Seibu Ikebukuro ■ Linea Tōbu Tōjō Linea Marunouchi Linea Yūrakuchō Linea Fukutoshin | Toshima   | Tokyo     |
| Linea Akabane           | da Ikebukuro 0.0                                                                   | Ikebukuro     | 池袋       | 4.8           |                  | 13.4          | ●      | ●              | ■ Linea Shōnan-Shinjuku ■ Linea Yamanote ■ Linea Seibu Ikebukuro ■ Linea Tōbu Tōjō Linea Marunouchi Linea Yūrakuchō Linea Fukutoshin | Toshima   | Tokyo     |
| Linea Akabane           |                                                                                    | Itabashi      | 板橋       | 1.8           | 1.8              | 15.2          | ●      | ●              | Linea Mita (Shin-Itabashi) ■ Linea Tōbu Tōjō (Stazione di Shimo-Itabashi) | Itabashi  | Tokyo     |
| Linea Akabane           |                                                                                    | Jūjō          | 十条       | 1.7           | 3.5              | 16.9          | ●      | ●              | | Kita      | Tokyo     |
| Linea Akabane           |                                                                                    | Akabane       | 赤羽       | 2.0           | 5.5              | 18.9          | ●      | ●              | ■ Linea Keihin-Tōhoku ■ Linea principale Tōhoku (Linea Utsunomiya) ■ Linea Takasaki ■ Linea Shōnan-Shinjuku | Kita      | Tokyo     |
| Linea principale Tōhoku | da Akabane 0.0                                                                     | Akabane       | 赤羽       | 2.0           |                  | 18.9          | ●      | ●              | ■ Linea Keihin-Tōhoku ■ Linea principale Tōhoku (Linea Utsunomiya) ■ Linea Takasaki ■ Linea Shōnan-Shinjuku | Kita      | Tokyo     |
| Linea principale Tōhoku |                                                                                    | Kita-Akabane  | 北赤羽     | 1.5           | 1.5              | 20.4          | ｜     | ｜             | | Kita      | Tokyo     |
| Linea principale Tōhoku |                                                                                    | Ukima-Funado  | 浮間舟渡   | 1.6           | 3.1              | 22.0          | ｜     | ｜             | | Kita      | Tokyo     |
| Linea principale Tōhoku |                                                                                    | Toda-Kōen     | 戸田公園   | 2.4           | 5.5              | 24.4          | ●      | ｜             | | Toda      | Saitama   |
| Linea principale Tōhoku |                                                                                    | Toda          | 戸田       | 1.3           | 6.8              | 25.7          | ｜     | ｜             | | Toda      | Saitama   |
| Linea principale Tōhoku |                                                                                    | Kita-Toda     | 北戸田     | 1.4           | 8.2              | 27.1          | ｜     | ｜             | | Toda      | Saitama   |
| Linea principale Tōhoku |                                                                                    | Musashi-Urawa | 武蔵浦和   | 2.4           | 10.6             | 29.5          | ●      | ●              | ■ Linea Musashino | Minami-ku | Saitama   |
| Linea principale Tōhoku |                                                                                    | Naka-Urawa    | 中浦和     | 1.2           | 11.8             | 30.7          | ●      | ｜             | | Minami-ku | Saitama   |
| Linea principale Tōhoku |                                                                                    | Minami-Yono   | 南与野     | 1.7           | 13.5             | 32.4          | ●      | ｜             | | Chūō-ku   | Saitama   |
| Linea principale Tōhoku |                                                                                    | Yonohommachi  | 与野本町   | 1.6           | 15.1             | 34.0          | ●      | ｜             | | Chūō-ku   | Saitama   |
| Linea principale Tōhoku |                                                                                    | Kita-Yono     | 北与野     | 1.1           | 16.2             | 35.1          | ●      | ｜             | | Chūō-ku   | Saitama   |
| Linea principale Tōhoku |                                                                                    | Ōmiya         | 大宮       | 1.8           | 18.0             | 36.9          | ●      | ●              | ■Linea Kawagoe (alcuni treni diretti) ■ Shinkansen per il nord del Giappone: (Tōhoku Yamagata Akita, Jōetsu e Nagano) ■ Linea Keihin-Tōhoku ■ Linea principale Tōhoku (Linea Utsunomiya) ■ Linea Takasaki ■ Linea Shōnan-Shinjuku ■ Linea Tōbu Noda ■ New Shuttle | Ōmiya-ku  | Saitama   |
|                         | Alcuni treni proseguono verso la stazione di Kawagoe attraverso la linea Kawagoe   |               |            |               |                  |               |        |                | |           |           |